# Donald Lautrec
Pour les articles homonymes, voir Lautrec.
Donald Lautrec (né Donald Bourgeois, 13 juillet 1940 à Jonquière, au Québec - ) est un chanteur et acteur québécois qui a surtout été populaire au cours des années 1960 et 1970.

## Biographie
Donald Lautrec est né le 13 juillet 1940 à Jonquière.
En 1957, il crée, avec l'un de ses amis, un duo d'acrobates sur trampoline, Don and Lee, qui se produit au Canada et aux États-Unis. Par la suite, il côtoie le monde du spectacle en occupant les fonctions d'éclairagiste, de maître de cérémonie dans plusieurs cabarets montréalais et, pendant un court laps de temps, de garde du corps du chanteur Michel Louvain. Il rencontre alors Yvan Dufresne, l'impresario qui a découvert Louvain, et lui demande de l'aider à lancer sa carrière de chanteur.
Dufresne accepte et commence par le faire engager à l'Hôtel central de Saint-Martin à Laval en 1961. La même année, il lui fait endisquer un premier 45-tours, Personne au monde.
En quelques années, Donald Lautrec devient l'une des vedettes de la musique pop québécoise. En 1964, il popularise le ska, une danse d'inspiration jamaïcaine, avec C'est le ska et Manon, viens danser le ska. En 1965 et 1966, il assure son succès avec Tu dis des bêtises, Action et Loin dans ma campagne, qu'il interprète dans le film Pas de vacances pour les idoles de Denis Héroux avec entre autres Joel Denis, Les Têtes Blanches, etc. En 1966, il se rend également en France où il participe à des émissions de télévision et de radio. La même année, il reçoit le trophée de Révélation de l'année au Gala des Artistes.
En 1967, il est choisi pour interpréter la chanson-thème de l'Exposition universelle, Un jour, un jour, composée par Stéphane Venne. À l'été de la même année, il obtient un nouveau succès avec Le jour du dernier jour, la version française d'un hit de Procol Harum, A Whiter Shade of Pale. À l'automne, Radio-Canada l'envoie représenter le Canada au Festival de la chanson à Sopot en Pologne ainsi qu'au Festival international de la chanson populaire de Rio de Janeiro. À Sopot, il obtient le troisième prix pour son interprétation de La Manic. En 1968, il effectue également une tournée française avec Nana Mouskouri.
En 1969, Donald Lautrec abandonne définitivement le style yé yé avec la sortie de chansons comme Éloïse, Alléluia (Les fleurs du soleil) et Hosanna (écouter) qui est une forte réinterprétation de Holly Holy de Neil Diamond. De 1969 à 1971, il anime à la Société Radio Canada (SRC) l'émission de variétés Donald Lautrec Chaud.
En 1972, il devient l'un des premiers artistes à collaborer avec le parolier Luc Plamondon. Leur association aboutit à l'enregistrement de l'album Fluffy, qui ne contient que des compositions québécoises. Claude Dubois participe à la création de l'album en offrant à Lautrec l'une de ses compositions, Depuis que j'suis né. Une autre chanson de l'album, Le mur derrière la grange écrite par Luc Plamondon, devient l'un des hits de l'année 1972 au Québec, mais la vente de l'album est quelque peu décevante.
Le succès de Lautrec devient moins évident dans les années suivantes. Ses fans de la première heure n'aiment pas son nouveau style rock, et les adeptes de cette dernière musique lui préfèrent Robert Charlebois ou Offenbach. Il se retire alors peu à peu du monde du spectacle.
En 1980, Donald Lautrec y revient en participant au spectacle rétro des 3 L avec Pierre Lalonde et Michel Louvain. Il sort un nouvel album en 1981.
La même année, il devient animateur à Lautrec 81, l'une des premières émissions québécoises à présenter des clips vidéo. Il revient ensuite à la charge avec Lautrec 82, 83 et 85.
En 1985, Donald Lautrec devient propriétaire de la maison de production Rivièra, qui produit des quiz québécois, tels que Charivari, Action Réaction et Double jeu.  De 1989 à 1992, il anime l'émission télévisée La Roue chanceuse.  Il se retire ensuite pendant une vingtaine d'années, et effectue un retour à la chanson en novembre 2009 avec un tout nouvel album, Lautrec à jamais, aussi heureux qu'inattendu.

## Discographie

### Albums
- 1963 : Donald Lautrec (Apex)
- 1964 : Le Rythme de la jeunesse d'aujourd'hui (Apex)
- 1964 : C'est le ska et autres rythmes pour la danse (Apex)
- 1965 : Découverte '65 (Disques Jupiter)
- 1966 : Donald (Disques Jupiter)
- 1966 : Donald Lautrec (Disques Jupiter)
- 1966 : Chanson officielle de l'Expo 67 Un jour, un jour
- 1968 : Lautrec / Donald (Disques Jupiter)
- 1969 : Donald Lautrec (Disques Jupiter)
- 1969 : Donald Lautrec, ses succès chauds (Disques Jupiter)
- 1970 : Lautrec 70 à la Comédie Canadienne (Disques Jupiter)
- 1971 : Zoom sur Donald Lautrec (Trans-World)
- 1972 : Fluffy (Trans-World)
- 1981 : Lautrec (Modulation)
- 1985 : Fondation Québec-Afrique - Collectif pour l'Éthiopie - Les Yeux de la faim (Kébec-Disque)
- 2006 : Fluffy (Réédition, Disques Mérite)
- 2009 : Lautrec à jamais (Musicor)

### Compilations
- 1971 : Donald Lautrec 1960-1970 (Compilation, Disques Neptune)
- 1974 : 21 grands succès (Archives du Disque Québécois)
- 2006 : Les Grands succès (Compilation, Disques Mérite)
- 2006 : R & B (Compilation, Disques Mérite)

## Filmographie

### Films
- 1965 : Pas de vacances pour les idoles : Lui-même
- 1969 : Le Diable aime les bijoux (Las Joyas del diablo) Alec Berry
- 1970 : Deux femmes en or : Monsieur Lait
- 1970 : Zut! (série TV)
- 1971 : Les Chats bottés : Rosaire Beausoleil
- 1974 : La Pomme, la Queue et les Pépins : Martial Roy
- 1975 : Gina : Pierre Saint-Louis
- 1983 : Maria Chapdelaine : Lorenzo Surprenant

### Télévision
- 1963 : Jeunesse oblige : Lui-même - Chanteur
- 1969 à 1971 : Donald Lautrec Show : Animateur - Chanteur
- 1981 : Telex Arts : Lui-même - Chanteur
- 1981 : Lautrec 81 - Lui-même, Animateur - Reprise en 1982, 1983 et 1985.
- 1989 à 1992 : La Roue chanceuse (jeu télévisé) : Animateur
- 2009 : Tout le Monde en Parle - Invité
- 2010 : Les Enfants de la Télé - Invité